# کی گیونگ-ریانگ
کی گیونگ-ریانگ (زاده ۱۱ مه ۱۹۷۸) مورخ اهل کره جنوبی است. او در دانشگاه ملی سئول کره جنوبی تحصیل کرده و زمینه مرکزی تحقیقات و پژوهش هایش تاریخ امپراتوری گوگوریو است.

## تاریخچه شخصی
او که در بوچئون ، استان گیونگی-دو زاده شد، از دانشکده تاریخ دانشگاه اینا فارغ‌التحصیل گشت و بعد از آن به جهت تحصیلات تکمیلی به دانشگاه ملی سئول رفت، جایی که تحت نظر نو ته-دون و سونگ کی-هو تحصیل کرد. او مدرک کارشناسی ارشد خود را در سال ۲۰۱۰ و مدرک دکترای خود را در سال ۲۰۱۷ میلادی دریافت نمود.
او به عنوان دبیر در دانشگاه گاچون ، دانشگاه ملی کانگوون و دانشگاه ملی سئول فعال بوده و هم اکنون استادیار دانشگاه کاتولیک کره است. فعالیت‌های تحقیقاتی او عمدتاً بر تاریخ امپراتوری گوگوریو متمرکز است، اما او به رواج تاریخ و شبه‌تاریخ نیز علاقه‌مند است و کتاب‌هایی در این زمینه نگاشته است.

## نوشتن

### کتاب
- «تاریخ و شبه‌تاریخ کره باستان» (۲۰۱۷، نویسنده مشترک)
- 《تاریخ کره باستان فراتر از آرزو : کاوشی در میل به شبه‌تاریخِ آمیخته با تحریف و جعل (۲۰۱۸، نویسنده‌ی همکار)
- «وضعیت شمال شرقی آسیا و تاریخ و فرهنگ گوگوریو» (۲۰۲۰، نویسنده مشترک)
- 《دیدگاه‌های متنوع در مورد تاریخ کره باستان : مقاله یادبود بازنشستگی پروفسور سونگ کی-هو (۲۰۲۱، نویسنده مشترک)
- «تیم عملیاتی تاریخ مانینمانساک» (۲۰۲۱، نویسنده مشترک)
- «سوءتفاهم‌ها و تعصبات تاریخ گایا ۱» (۲۰۲۲، نویسنده مشترک)
- «آیا سیلا واقعاً سه پادشاهی را متحد کرد؟ - تفسیر و جنجال پیرامون «اتحاد سه پادشاهی»» (۲۰۲۳، نویسنده مشترک)